# Gagea luberonensis
Gagea luberonensis är en liljeväxtart som beskrevs av J.-m.Tison. Gagea luberonensis ingår i Vårlökssläktet och i familjen liljeväxter. Inga underarter finns listade.